# 石塘街道
石塘街道，是中华人民共和国四川省绵阳市涪城区下辖的一个乡镇级行政单位。原为石塘镇，2016年撤镇设街道。

## 行政区划
石塘街道下辖以下地区：
御营社区、东岳社区、红星社区、古井村、蟠龙村、楼房村、瓦店村、范家村和浸水村。